# Drapeau de La Rioja (régate)
Pour les articles homonymes, voir Drapeau de La Rioja.
Le Drapeau de La Rioja (en castillan Bandera de La Rioja) est une compétition d'aviron, dans la discipline de trainières qui a lieu dans le barrage du Rasillo (La Rioja).

## Histoire
Le Drapeau de La Rioja est la seule compétition annuelle de trainières qui a lieu en eau douce au lieu de la mer, ce qui entraîne deux difficultés : un, le manque de montée subite, et la seconde le fait que la salinité nulle de l'eau fait descendre les embarcations plus que dans la mer.
Cette régate a été disputée pour la première fois en 1997, dont la vainqueur était Zumaia. Toutefois la trainière qui a obtenu le plus de trapo, à cinq occasions est Astillero. En 2008 il n'y a pas eu de compétition pour cause de mauvaises conditions climatiques.

## Palmarès
| Édition | Année | Vainqueur       | Second          | Troisième       |
| I       | 1997  | Zumaia          | Camargo         | San Juan        |
| II      | 1998  | Arkote          | Isuntza         | Santiagotarrak  |
| III     | 1999  | Astillero       | San Juan        | Castro-Urdiales |
| IV      | 2000  | Astillero       | Castro-Urdiales | Zumaia          |
| V       | 2001  | Tirán           | Castro-Urdiales | Astillero       |
| VI      | 2002  | Castro-Urdiales | Astillero       | San Juan        |
| VII     | 2003  | Pedreña         | Castro-Urdiales | Astillero       |
| VIII    | 2004  | Astillero       | Arkote          | Castro-Urdiales |
| IX      | 2005  | Astillero       | Castro-Urdiales | Arkote          |
| X       | 2006  | Pedreña         | Castro-Urdiales | Arkote          |
| XI      | 2007  | Getaria         | San Juan        | Kaiku           |
| XII     | 2009  | Astillero       | San Juan        | Camargo         |
| XIII    | 2010  | Zierbena        | Camargo         | Isuntza         |

### Sources
- (es) Cet article est partiellement ou en totalité issu de l’article de Wikipédia en espagnol intitulé « Bandera de La Rioja (regata) » (voir la liste des auteurs).